# Oscar för bästa kvinnliga biroll
Nedan följer en lista över vinnare och nominerade av en Oscar i kategorin Bästa kvinnliga biroll (Academy Award for Best Supporting Actress). Priset har delats ut sedan den 9:e Oscarsgalan. Vinnare presenteras överst i gul färg och fetstil, och övriga nominerade för samma år följer efter. Året avser året som filmerna hade premiär, varpå de tilldelades pris på galan året därpå.

## 1930-talet
| År                   | Skådespelerska            | Film                        | Roll                   |
| 1936 (9:e)           |                           |                             |                        |
| -------------------- | ------------------------- | --------------------------- | ---------------------- |
| 1936 (9:e)           | Gale Sondergaard          | Äventyraren Anthony Adverse | Faith Paleologus       |
| 1936 (9:e)           | Beulah Bondi              | I moralens namn             | Rachel Jackson         |
| 1936 (9:e)           | Alice Brady               | Godfrey ordnar allt         | Angelica Bullock       |
| 1936 (9:e)           | Bonita Granville          | De tre                      | Mary Tilford           |
| 1936 (9:e)           | Maria Ouspenskaya         | Varför byta männen hustru?  | Baroness Von Obersdorf |
| 1937 (10:e)          |                           |                             |                        |
| Alice Brady          | In Old Chicago            | Molly O'Leary               |                        |
| Andrea Leeds         | Förbjuden ingång          | Kay Hamilton                |                        |
| Anne Shirley         | Stella Dallas             | Laurel "Lollie" Dallas      |                        |
| Claire Trevor        | I skyskrapornas skugga    | Francey                     |                        |
| May Whitty           | Night Must Fall           | Mrs. Bramson                |                        |
| 1938 (11:e)          |                           |                             |                        |
| Fay Bainter          | Skandalen kring Julie     | Aunt Belle Massey           |                        |
| Beulah Bondi         | Of Human Hearts           | Mary Wilkins                |                        |
| Billie Burke         | Merrily We Live           | Emily Kilbourne             |                        |
| Spring Byington      | Komedien om oss människor | Penny Sycamore              |                        |
| Miliza Korjus        | Den stora valsen          | Carla Donner                |                        |
| 1939 (12:e)          |                           |                             |                        |
| Hattie McDaniel      | Borta med vinden          | Mammy                       |                        |
| Olivia de Havilland  | Borta med vinden          | Melanie Hamilton            |                        |
| Geraldine Fitzgerald | Svindlande höjder         | Isabella Linton             |                        |
| Edna May Oliver      | Flammande vildmark        | Sarah McKlennar             |                        |
| Maria Ouspenskaya    | Det handlar om kärlek...  | Grandmother Janou           |                        |

## 1940-talet
| År                   | Skådespelerska                        | Film                          | Roll                |
| 1940 (13:e)          |                                       |                               |                     |
| -------------------- | ------------------------------------- | ----------------------------- | ------------------- |
| 1940 (13:e)          | Jane Darwell                          | Vredens druvor                | Ma Joad             |
| 1940 (13:e)          | Judith Anderson                       | Rebecca                       | Mrs. Danvers        |
| 1940 (13:e)          | Ruth Hussey                           | En skön historia              | Elizabeth Imbrie    |
| 1940 (13:e)          | Barbara O'Neil                        | Allt detta och himlen därtill | Duchesse de Praslin |
| 1940 (13:e)          | Marjorie Rambeau                      | Den smala vägen               | Mamie Adams         |
| 1941 (14:e)          |                                       |                               |                     |
| Mary Astor           | Den stora lögnen                      | Sandra Kovak                  |                     |
| Sara Allgood         | Jag minns min gröna dal               | Beth Morgan                   |                     |
| Patricia Collinge    | Kvinnan utan nåd                      | Birdie Hubbard                |                     |
| Teresa Wright        | Kvinnan utan nåd                      | Alexandra Giddens             |                     |
| Margaret Wycherly    | Sergeant York                         | Mother York                   |                     |
| 1942 (15:e)          |                                       |                               |                     |
| Teresa Wright        | Mrs. Miniver                          | Carol Beldon                  |                     |
| Gladys Cooper        | Under nya stjärnor                    | Mrs. Vale                     |                     |
| Agnes Moorehead      | De magnifika Ambersons                | Fanny Minafer                 |                     |
| Susan Peters         | Slumpens skördar                      | Kitty Chilcet                 |                     |
| May Whitty           | Mrs. Miniver                          | Lady Beldon                   |                     |
| 1943 (16:e)          |                                       |                               |                     |
| Katina Paxinou       | Klockan klämtar för dig               | Pilar                         |                     |
| Gladys Cooper        | Sången om Bernadette                  | Sister Marie Therese Vauzous  |                     |
| Paulette Goddard     | Vi hälsa livet                        | Lt. Joan O'Doul               |                     |
| Anne Revere          | Sången om Bernadette                  | Louise Soubirous              |                     |
| Lucile Watson        | En dag skall komma                    | Fanny Farrelly                |                     |
| 1944 (17:e)          |                                       |                               |                     |
| Ethel Barrymore      | Blott den som längtan känt...         | Ma Mott                       |                     |
| Jennifer Jones       | Osynliga länkar                       | Jane Deborah Hilton           |                     |
| Angela Lansbury      | Gasljus                               | Nancy Oliver                  |                     |
| Aline MacMahon       | Draksådd                              | Ling Tan's Wife               |                     |
| Agnes Moorehead      | Mrs. Parkington                       | Baroness Aspasia Conti        |                     |
| 1945 (18:e)          |                                       |                               |                     |
| Anne Revere          | Över alla hinder                      | Araminty Brown                |                     |
| Eve Arden            | Mildred Pierce - en amerikansk kvinna | Ida Corwin                    |                     |
| Ann Blyth            | Mildred Pierce - en amerikansk kvinna | Veda Pierce Forrester         |                     |
| Angela Lansbury      | Dorian Grays porträtt                 | Sibyl Vane                    |                     |
| Joan Lorring         | Nya skördar                           | Bessie Watty                  |                     |
| 1946 (19:e)          |                                       |                               |                     |
| Anne Baxter          | Den vassa eggen                       | Sophie MacDonald              |                     |
| Ethel Barrymore      | Spiraltrappan                         | Mrs. Warren                   |                     |
| Lillian Gish         | Duell i solen                         | Laura Belle McCanles          |                     |
| Flora Robson         | Högt spel i Saratoga                  | Angelique Buiton              |                     |
| Gale Sondergaard     | Anna och kungen av Siam               | Lady Thiang                   |                     |
| 1947 (20:e)          |                                       |                               |                     |
| Celeste Holm         | Tyst överenskommelse                  | Anne Dettrey                  |                     |
| Ethel Barrymore      | En kvinnas hemlighet                  | Lady Sophie Horfield          |                     |
| Gloria Grahame       | Hämnden är rättvis                    | Ginny Tremaine                |                     |
| Marjorie Main        | Ägget och jag                         | Ma Kettle                     |                     |
| Anne Revere          | Tyst överenskommelse                  | Mrs. Green                    |                     |
| 1948 (21:a)          |                                       |                               |                     |
| Claire Trevor        | Stormvarning utfärdad                 | Gaye Dawn                     |                     |
| Barbara Bel Geddes   | Lyckliga stunder                      | Katrin Hanson                 |                     |
| Ellen Corby          | Lyckliga stunder                      | Aunt Trina                    |                     |
| Agnes Moorehead      | Våld i mörker                         | Aggie McDonald                |                     |
| Jean Simmons         | Hamlet                                | Ophelia                       |                     |
| 1949 (22:a)          |                                       |                               |                     |
| Mercedes McCambridge | Alla kungens män                      | Sadie Burkev                  |                     |
| Ethel Barrymore      | En droppe negerblod                   | Miss Em                       |                     |
| Celeste Holm         | Nunnan och spelaren                   | Sister Scholastica            |                     |
| Elsa Lanchester      | Nunnan och spelaren                   | Amelia Potts                  |                     |
| Ethel Waters         | En droppe negerblod                   | Dicey Johnson                 |                     |

## 1950-talet
| År                   | Skådespelerska            | Film                        | Roll                |
| 1950 (23:e)          |                           |                             |                     |
| -------------------- | ------------------------- | --------------------------- | ------------------- |
| 1950 (23:e)          | Josephine Hull            | Min vän Harvey              | Veta Louise Simmons |
| 1950 (23:e)          | Hope Emerson              | Kvinnor i fängelse          | Evelyn Harper       |
| 1950 (23:e)          | Celeste Holm              | Allt om Eva                 | Karen Richards      |
| 1950 (23:e)          | Nancy Olson               | Sunset Boulevard            | Betty Schaefer      |
| 1950 (23:e)          | Thelma Ritter             | Allt om Eva                 | Birdie Kumen        |
| 1951 (24:e)          |                           |                             |                     |
| Kim Hunter           | Linje Lusta               | Stella Kowalski             |                     |
| Joan Blondell        | Blå slöjan                | Annie Rawlins               |                     |
| Mildred Dunnock      | En handelsresandes död    | Linda Loman                 |                     |
| Lee Grant            | Polisstation 21           | Shoplifter                  |                     |
| Thelma Ritter        | Parningstid               | Ellen McNulty               |                     |
| 1952 (25:e)          |                           |                             |                     |
| Gloria Grahame       | Illusionernas stad        | Rosemary Bartlow            |                     |
| Jean Hagen           | Singin' in the Rain       | Lina Lamont                 |                     |
| Colette Marchand     | Målaren på Moulin Rouge   | Marie Charlet               |                     |
| Terry Moore          | Kom tillbaka, lilla Sheba | Marie Buckholder            |                     |
| Thelma Ritter        | Med en sång i mitt hjärta | Clancy                      |                     |
| 1953 (26:e)          |                           |                             |                     |
| Donna Reed           | Härifrån till evigheten   | Alma "Lorene" Burke         |                     |
| Grace Kelly          | Mogambo                   | Linda Nordley               |                     |
| Geraldine Page       | Hondo                     | Angie Lowe                  |                     |
| Marjorie Rambeau     | Min längtan är du         | Mrs. Stewart                |                     |
| Thelma Ritter        | Ficktjuven                | Moe                         |                     |
| 1954 (27:e)          |                           |                             |                     |
| Eva Marie Saint      | Storstadshamn             | Edie Doyle                  |                     |
| Nina Foch            | En stol är ledig          | Erica Martin                |                     |
| Katy Jurado          | Den brutna lansen         | Señora Devereaux            |                     |
| Jan Sterling         | Mellan himmel och hav     | Sally McKee                 |                     |
| Claire Trevor        | Mellan himmel och hav     | May Holst                   |                     |
| 1955 (28:e)          |                           |                             |                     |
| Jo Van Fleet         | Öster om Eden             | Kate                        |                     |
| Betsy Blair          | Marty                     | Clara Snyder                |                     |
| Peggy Lee            | Pete Kelly's Blues        | Rose Hopkins                |                     |
| Marisa Pavan         | Den tatuerade rosen       | Rosa Delle Rose             |                     |
| Natalie Wood         | Ung rebell                | Judy                        |                     |
| 1956 (29:e)          |                           |                             |                     |
| Dorothy Malonev      | För alla vindar           | Marylee Hadley              |                     |
| Mildred Dunnock      | Baby Doll                 | Rose Comfort                |                     |
| Eileen Heckart       | Det onda arvet            | Hortense Daigle             |                     |
| Mercedes McCambridge | Jätten                    | Luz Benedict                |                     |
| Patty McCormack      | Det onda arvet            | Rhoda Penmark               |                     |
| 1957 (30:e)          |                           |                             |                     |
| Miyoshi Umeki        | Sayonara                  | Katsumi                     |                     |
| Carolyn Jones        | Svensexa                  | The Existentialist          |                     |
| Elsa Lanchester      | Åklagarens vittne         | Miss Plimsoll               |                     |
| Hope Lange           | Lek i mörker              | Selena Cross                |                     |
| Diane Varsi          | Lek i mörker              | Allison MacKenzie           |                     |
| 1958 (31:a)          |                           |                             |                     |
| Wendy Hiller         | Vid skilda bord           | Pat Cooper                  |                     |
| Peggy Cass           | Min fantastiska tant      | Agnes Gooch                 |                     |
| Martha Hyer          | Insats förlorad           | Gwen French                 |                     |
| Maureen Stapleton    | Möte med okänd            | Fay Doyle                   |                     |
| Cara Williams        | Kedjan                    | Billy's mother              |                     |
| 1959 (32:a)          |                           |                             |                     |
| Shelley Winters      | Anne Franks dagbok        | Petronella Van Daan         |                     |
| Hermione Baddeley    | Plats på toppen           | Elspeth                     |                     |
| Susan Kohner         | Den stora lögnen          | Sarah Jane Johnson (age 18) |                     |
| Juanita Moore        | Den stora lögnen          | Annie Johnson               |                     |
| Thelma Ritter        | Jag hatar dig, älskling   | Alma                        |                     |

## 1960-talet
| År                  | Skådespelerska                  | Film                              | Roll         |
| 1960 (33:e)         |                                 |                                   |              |
| ------------------- | ------------------------------- | --------------------------------- | ------------ |
| 1960 (33:e)         | Shirley Jones                   | Elmer Gantry                      | Lulu Baines  |
| 1960 (33:e)         | Glynis Johns                    | Viddernas vagabond                | Mrs. Firth   |
| 1960 (33:e)         | Shirley Knight                  | Mörkret i trappan                 | Reenie Flood |
| 1960 (33:e)         | Janet Leigh                     | Psycho                            | Marion Crane |
| 1960 (33:e)         | Mary Ure                        | Sons and Lovers                   | Clara Dawes  |
| 1961 (34:e)         |                                 |                                   |              |
| Rita Moreno         | West Side Story                 | Anita del Carmen                  |              |
| Fay Bainter         | Ryktet                          | Amelia Tilford                    |              |
| Judy Garland        | Dom i Nürnberg                  | Irene Hoffman Wallner             |              |
| Lotte Lenya         | Hennes italienske älskare       | Contessa Magda Terribili-Gonzales |              |
| Una Merkel          | Flyende sommar                  | Mrs. Winemiller                   |              |
| 1962 (35:e)         |                                 |                                   |              |
| Patty Duke          | Miraklet                        | Helen Keller                      |              |
| Mary Badham         | Skuggor över södern             | Jean Louise "Scout" Finch         |              |
| Shirley Knight      | Ungdoms ljuva fågel             | Heavenly Finley                   |              |
| Angela Lansbury     | Hjärntvättad                    | Mrs. Eleanor Iselin               |              |
| Thelma Ritter       | Fången på Alcatraz              | Elizabeth Stroud                  |              |
| 1963 (36:e)         |                                 |                                   |              |
| Margaret Rutherford | Hotel International             | Hertiginnan av Brighton           |              |
| Diane Cilento       | Tom Jones                       | Molly Seagrim                     |              |
| Edith Evans         | Tom Jones                       | Miss Western                      |              |
| Joyce Redman        | Tom Jones                       | Mrs. Waters (Jenny Jones)         |              |
| Lilia Skala         | Lilies of the Field             | Mother Maria Marthe               |              |
| 1964 (37:e)         |                                 |                                   |              |
| Lila Kedrova        | Zorba                           | Madame Hortense                   |              |
| Gladys Cooper       | My Fair Lady                    | Mrs. Higgins                      |              |
| Edith Evans         | Det dolda brottet               | Mrs. St. Maugham                  |              |
| Grayson Hall        | Iguanans natt                   | Judith Fellowes                   |              |
| Agnes Moorehead     | Hysch, hysch, Charlotte!        | Velma Cruther                     |              |
| 1965 (38:e)         |                                 |                                   |              |
| Shelley Winters     | En strimma solsken              | Rose-ann D'Arcy                   |              |
| Ruth Gordon         | Inside Daisy Clover             | Mrs. Clover / The Dealer          |              |
| Joyce Redman        | Othello                         | Emilia                            |              |
| Maggie Smith        | Othello                         | Desdemona                         |              |
| Peggy Wood          | Sound of Music                  | Mother Abbess                     |              |
| 1966 (39:e)         |                                 |                                   |              |
| Sandy Dennis        | Vem är rädd för Virginia Woolf? | Honey                             |              |
| Wendy Hiller        | En man för alla tider           | Alice More                        |              |
| Jocelyne LaGarde    | Hawaii                          | Queen Malama                      |              |
| Vivien Merchant     | Fallet Alfie                    | Lily                              |              |
| Geraldine Page      | Big Boy                         | Margery Chanticleer               |              |
| 1967 (40:e)         |                                 |                                   |              |
| Estelle Parsons     | Bonnie och Clyde                | Blanche Barrow                    |              |
| Carol Channing      | Moderna Millie                  | Muzzy Van Hossmere                |              |
| Mildred Natwick     | Barfota i parken                | Ethel Banks                       |              |
| Beah Richards       | Gissa vem som kommer på middag  | Mrs. Prentice                     |              |
| Katharine Ross      | Mandomsprovet                   | Elaine Robinson                   |              |
| 1968 (41:a)         |                                 |                                   |              |
| Ruth Gordon         | Rosemarys baby                  | Minnie Castevet                   |              |
| Lynn Carlin         | Faces                           | Maria Forst                       |              |
| Sondra Locke        | Hjärtat jagar allena            | Mick Kelly                        |              |
| Kay Medford         | Funny Girl                      | Rose Brice                        |              |
| Estelle Parsons     | Rachel, Rachel                  | Calla Mackie                      |              |
| 1969 (42:a)         |                                 |                                   |              |
| Goldie Hawn         | Kaktusblomman                   | Toni Simmons                      |              |
| Catherine Burns     | Sista sommaren                  | Rhoda                             |              |
| Dyan Cannon         | Bob & Carol & Ted & Alice       | Alice Henderson                   |              |
| Sylvia Miles        | Midnight Cowboy                 | Cass                              |              |
| Susannah York       | När man skjuter hästar så...    | Alice LeBlanc                     |              |

## 1970-talet
| År                | Skådespelerska              | Film                    | Roll                              |
| 1970 (43:e)       |                             |                         |                                   |
| ----------------- | --------------------------- | ----------------------- | --------------------------------- |
| 1970 (43:e)       | Helen Hayes                 | Airport – flygplatsen   | Ada Quonsett                      |
| 1970 (43:e)       | Karen Black                 | Five Easy Pieces        | Rayette Dipesto                   |
| 1970 (43:e)       | Lee Grant                   | The Landlord            | Joyce Enders                      |
| 1970 (43:e)       | Sally Kellerman             | M*A*S*H                 | Maj. Margaret "Hot Lips" Houlihan |
| 1970 (43:e)       | Maureen Stapleton           | Airport - flygplatsen   | Inez Guerrero                     |
| 1971 (44:e)       |                             |                         |                                   |
| Cloris Leachman   | Den sista föreställningen   | Ruth Popper             |                                   |
| Ann-Margret       | Köttets lust                | Bobbie                  |                                   |
| Ellen Burstyn     | Den sista föreställningen   | Lois Farrow             |                                   |
| Barbara Harris    | Vem är Harry Kellerman...   | Allison Densmore        |                                   |
| Margaret Leighton | Budbäraren                  | Mrs. Maudsley           |                                   |
| 1972 (45:e)       |                             |                         |                                   |
| Eileen Heckart    | Fri som fjärilen            | Mrs. Baker              |                                   |
| Jeannie Berlin    | Hjärtekrossaren             | Lila Kolodny            |                                   |
| Geraldine Page    | Varning! Äktenskap pågår!   | Gertrude                |                                   |
| Susan Tyrrell     | Fat City - Chansernas stad  | Oma                     |                                   |
| Shelley Winters   | SOS Poseidon                | Belle Rosen             |                                   |
| 1973 (46:e)       |                             |                         |                                   |
| Tatum O'Neal      | Paper Moon                  | Addie Loggins           |                                   |
| Linda Blair       | Exorcisten                  | Regan MacNeil           |                                   |
| Candy Clark       | Sista natten med gänget     | Debbie Dunham           |                                   |
| Madeline Kahn     | Paper Moon                  | Trixie Delight          |                                   |
| Sylvia Sidney     | Önskningar och drömmar      | Mrs. Pritchett          |                                   |
| 1974 (47:e)       |                             |                         |                                   |
| Ingrid Bergman    | Mordet på Orientexpressen   | Greta Ohlsson           |                                   |
| Valentina Cortese | Dag som natt                | Severine                |                                   |
| Madeline Kahn     | Det våras för sheriffen     | Lili Von Shtupp         |                                   |
| Diane Ladd        | Alice bor inte här längre   | Flo Castleberry         |                                   |
| Talia Shire       | Gudfadern del II            | Connie Corleone         |                                   |
| 1975 (48:e)       |                             |                         |                                   |
| Lee Grant         | Shampoo                     | Felicia Karpf           |                                   |
| Ronee Blakley     | Nashville                   | Barbara Jean            |                                   |
| Sylvia Miles      | Kör hårt, Marlowe           | Jessie Halstead Florian |                                   |
| Lily Tomlin       | Nashville                   | Linnea Reese            |                                   |
| Brenda Vaccaro    | Once Is Not Enough          | Linda Riggs             |                                   |
| 1976 (49:e)       |                             |                         |                                   |
| Beatrice Straight | Network                     | Louise Schumacher       |                                   |
| Jane Alexander    | Alla presidentens män       | Judy Hoback             |                                   |
| Jodie Foster      | Taxi Driver                 | Iris Steensma           |                                   |
| Lee Grant         | Voyage of the Damned        | Lillian Rosen           |                                   |
| Piper Laurie      | Carrie                      | Margaret White          |                                   |
| 1977 (50:e)       |                             |                         |                                   |
| Vanessa Redgrave  | Julia                       | Julia                   |                                   |
| Leslie Browne     | Vändpunkten                 | Emilia Rodgers          |                                   |
| Quinn Cummings    | Sa jag adjö när jag kom?    | Lucy McFadden           |                                   |
| Melinda Dillon    | Närkontakt av tredje graden | Gillian Guiler          |                                   |
| Tuesday Weld      | Var finns Mr. Goodbar?      | Katherine Dunn          |                                   |
| 1978 (51:a)       |                             |                         |                                   |
| Maggie Smith      | California Suite            | Diana Barrie            |                                   |
| Dyan Cannon       | Himlen kan vänta            | Julia Farnsworth        |                                   |
| Penelope Milford  | Hemkomsten                  | Vi Munson               |                                   |
| Maureen Stapleton | Interiors                   | Pearl                   |                                   |
| Meryl Streep      | Deer Hunter                 | Linda                   |                                   |
| 1979 (52:a)       |                             |                         |                                   |
| Meryl Streep      | Kramer mot Kramer           | Joanna Kramer           |                                   |
| Jane Alexander    | Kramer mot Kramer           | Margaret Phelps         |                                   |
| Barbara Barrie    | Loppet är kört              | Evelyn Stoller          |                                   |
| Candice Bergen    | Börja om från början        | Jessica Potter          |                                   |
| Mariel Hemingway  | Manhattan                   | Tracy                   |                                   |

## 1980-talet
| År                          | Skådespelerska                   | Film                      | Roll                   |
| 1980 (53:e)                 |                                  |                           |                        |
| --------------------------- | -------------------------------- | ------------------------- | ---------------------- |
| 1980 (53:e)                 | Mary Steenburgen                 | Melvin och Howard         | Lynda Dummar           |
| 1980 (53:e)                 | Eileen Brennan                   | Tjejen som gjorde lumpen  | Capt. Doreen Lewis     |
| 1980 (53:e)                 | Eva Le Gallienne                 | Resurrection              | Grandma Pearl          |
| 1980 (53:e)                 | Cathy Moriarty                   | Tjuren från Bronx         | Vickie Thailer LaMotta |
| 1980 (53:e)                 | Diana Scarwid                    | Drömmen om seger          | Louise                 |
| 1981 (54:e)                 |                                  |                           |                        |
| Maureen Stapleton           | Reds                             | Emma Goldman              |                        |
| Melinda Dillon              | Utan ont uppsåt                  | Teresa Perrone            |                        |
| Jane Fonda                  | Sista sommaren                   | Chelsea Thayer Wayne      |                        |
| Joan Hackett                | Bara när jag skrattar            | Toby Landau               |                        |
| Elizabeth McGovern          | Ragtime                          | Evelyn Nesbit             |                        |
| 1982 (55:e)                 |                                  |                           |                        |
| Jessica Lange               | Tootsie                          | Julie Nichols             |                        |
| Glenn Close                 | Garp och hans värld              | Jenny Fields              |                        |
| Teri Garr                   | Tootsie                          | Sandy Lester              |                        |
| Kim Stanley                 | Frances                          | Lillian Farmer            |                        |
| Lesley Ann Warren           | Victor/Victoria                  | Norma Cassady             |                        |
| 1983 (56:e)                 |                                  |                           |                        |
| Linda Hunt                  | Brännpunkt Djakarta              | Billy Kwan                |                        |
| Cher                        | Silkwood                         | Dolly Pelliker            |                        |
| Glenn Close                 | Människor emellan                | Sarah Cooper              |                        |
| Amy Irving                  | Yentl                            | Hadass                    |                        |
| Alfre Woodard               | Cross Creek                      | Geechee                   |                        |
| 1984 (57:e)                 |                                  |                           |                        |
| Peggy Ashcroft              | En färd till Indien              | Mrs. Moore                |                        |
| Glenn Close                 | Den bäste                        | Iris Gaines               |                        |
| Lindsay Crouse              | En plats i mitt hjärta           | Margaret Lomax            |                        |
| Christine Lahti             | Tjejen som jobbade skift         | Hazel Zanussi             |                        |
| Geraldine Page              | Den stora stöten                 | Mrs. Ritter               |                        |
| 1985 (58:e)                 |                                  |                           |                        |
| Anjelica Huston             | Prizzis heder                    | Maerose Prizzi            |                        |
| Margaret Avery              | Purpurfärgen                     | Shug Avery                |                        |
| Amy Madigan                 | Två gånger i livet               | Sunny Sobel               |                        |
| Meg Tilly                   | Agnes av gud                     | Sister Agnes              |                        |
| Oprah Winfrey               | Purpurfärgen                     | Sofia Johnson             |                        |
| 1986 (59:e)                 |                                  |                           |                        |
| Dianne Wiest                | Hannah och hennes systrar        | Holly                     |                        |
| Tess Harper                 | Crimes of the Heart              | Chick Boyle               |                        |
| Piper Laurie                | Bortom alla ord                  | Mrs. Norman               |                        |
| Mary Elizabeth Mastrantonio | The Color of Money – revanschen  | Carmen                    |                        |
| Maggie Smith                | Ett rum med utsikt               | Charlotte Bartlett        |                        |
| 1987 (60:e)                 |                                  |                           |                        |
| Olympia Dukakis             | Mångalen                         | Rose Castorini            |                        |
| Norma Aleandro              | Gaby: A True Story               | Florencia                 |                        |
| Anne Archer                 | Farlig förbindelse               | Beth Gallagher            |                        |
| Anne Ramsey                 | Släng morsan av tåget            | Mrs. Lift                 |                        |
| Ann Sothern                 | Sensommardagar                   | Tisha Doughty             |                        |
| 1988 (61:a)                 |                                  |                           |                        |
| Geena Davis                 | Den tillfällige turisten         | Muriel Pritchett          |                        |
| Joan Cusack                 | Working Girl                     | Cyn                       |                        |
| Frances McDormand           | Mississippi brinner              | Mrs. Pell                 |                        |
| Michelle Pfeiffer           | Farligt begär                    | Madame Marie de Tourvel   |                        |
| Sigourney Weaver            | Working Girl                     | Katharine Parker          |                        |
| 1989 (62:a)                 |                                  |                           |                        |
| Brenda Fricker              | Min vänstra fot                  | Brenda Brown              |                        |
| Anjelica Huston             | Fiender, en berättelse om kärlek | Tamara Broder             |                        |
| Lena Olin                   | Fiender, en berättelse om kärlek | Masha                     |                        |
| Julia Roberts               | Blommor av stål                  | Shelby Eatenton Latcherie |                        |
| Dianne Wiest                | Föräldraskap                     | Helen Buckman             |                        |

## 1990-talet
| År                     | Skådespelerska                            | Film                     | Roll               |
| 1990 (63:e)            |                                           |                          |                    |
| ---------------------- | ----------------------------------------- | ------------------------ | ------------------ |
| 1990 (63:e)            | Whoopi Goldberg                           | Ghost                    | Oda Mae Brown      |
| 1990 (63:e)            | Annette Bening                            | Svindlarna               | Myra Langtry       |
| 1990 (63:e)            | Lorraine Bracco                           | Maffiabröder             | Karen Hill         |
| 1990 (63:e)            | Diane Ladd                                | Wild at Heart            | Marietta Fortune   |
| 1990 (63:e)            | Mary McDonnell                            | Dansar med vargar        | Stands With A Fist |
| 1991 (64:e)            |                                           |                          |                    |
| Mercedes Ruehl         | Fisher King                               | Anne Napolitano          |                    |
| Diane Ladd             | Natten med Rose                           | Mother                   |                    |
| Juliette Lewis         | Cape Fear                                 | Danielle Bowden          |                    |
| Kate Nelligan          | Tidvattnets furste                        | Lila Wingo Newbury       |                    |
| Jessica Tandy          | Stekta gröna tomater på Whistle Stop Café | Ninny Threadgoode        |                    |
| 1992 (65:e)            |                                           |                          |                    |
| Marisa Tomei           | Min kusin Vinny                           | Mona Lisa Vito           |                    |
| Judy Davis             | Fruar och äkta män                        | Sally                    |                    |
| Joan Plowright         | En förtrollad april                       | Mrs. Fisher              |                    |
| Vanessa Redgrave       | Howards End                               | Ruth Wilcox              |                    |
| Miranda Richardson     | Begär                                     | Ingrid Fleming           |                    |
| 1993 (66:e)            |                                           |                          |                    |
| Anna Paquin            | Pianot                                    | Flora McGrath            |                    |
| Holly Hunter           | Firman                                    | Tammy Hemphill           |                    |
| Rosie Perez            | Utan fruktan                              | Carla Rodrigo            |                    |
| Winona Ryder           | Oskuldens tid                             | May Welland              |                    |
| Emma Thompson          | I faderns namn                            | Gareth Peirce            |                    |
| 1994 (67:e)            |                                           |                          |                    |
| Dianne Wiest           | Kulregn över Broadway                     | Helen Sinclair           |                    |
| Rosemary Harris        | Tom & Viv                                 | Rose Robinson Haigh-Wood |                    |
| Helen Mirren           | Den galne kung George                     | Drottning Charlotte      |                    |
| Uma Thurman            | Pulp Fiction                              | Mia Wallace              |                    |
| Jennifer Tilly         | Kulregn över Broadway                     | Olive Neal               |                    |
| 1995 (68:e)            |                                           |                          |                    |
| Mira Sorvino           | På tal om Afrodite                        | Linda Ash                |                    |
| Joan Allen             | Nixon                                     | Pat Nixon                |                    |
| Kathleen Quinlan       | Apollo 13                                 | Marilyn Lovell           |                    |
| Mare Winningham        | Georgia                                   | Georgia Flood            |                    |
| Kate Winslet           | Förnuft och känsla                        | Marianne Dashwood        |                    |
| 1996 (69:e)            |                                           |                          |                    |
| Juliette Binoche       | Den engelske patienten                    | Hana                     |                    |
| Joan Allen             | Häxjakten                                 | Elizabeth Proctor        |                    |
| Lauren Bacall          | Kärlekens båda ansikten                   | Hannah Morgan            |                    |
| Barbara Hershey        | Porträtt av en dam                        | Madame Serena Merle      |                    |
| Marianne Jean-Baptiste | Hemligheter & lögner                      | Hortense Cumberbatch     |                    |
| 1997 (70:e)            |                                           |                          |                    |
| Kim Basinger           | L.A. konfidentiellt                       | Lynn Bracken             |                    |
| Joan Cusack            | Ute eller inte                            | Emily Montgomery         |                    |
| Minnie Driver          | Will Hunting                              | Skylar                   |                    |
| Julianne Moore         | Boogie Nights                             | Amber Waves              |                    |
| Gloria Stuart          | Titanic                                   | Rose Calvert             |                    |
| 1998 (71:a)            |                                           |                          |                    |
| Judi Dench             | Shakespeare in Love                       | Drottning Elisabet I     |                    |
| Kathy Bates            | Spelets regler                            | Libby Holden             |                    |
| Brenda Blethyn         | Little Voice                              | Mari Hoff                |                    |
| Rachel Griffiths       | Hilary & Jackie                           | Hilary du Pré            |                    |
| Lynn Redgrave          | Gods and Monsters                         | Hanna                    |                    |
| 1999 (72:a)            |                                           |                          |                    |
| Angelina Jolie         | Stulna år                                 | Lisa Rowe                |                    |
| Toni Collette          | Sjätte sinnet                             | Lynn Sear                |                    |
| Catherine Keener       | I huvudet på John Malkovich               | Maxine Lund              |                    |
| Samantha Morton        | Dur och moll                              | Hattie                   |                    |
| Chloë Sevigny          | Boys Don't Cry                            | Lana Tisdel              |                    |

## 2000-talet
| År                   | Skådespelerska                | Film                 | Roll              |
| 2000 (73:e)          |                               |                      |                   |
| -------------------- | ----------------------------- | -------------------- | ----------------- |
| 2000 (73:e)          | Marcia Gay Harden             | Pollock              | Lee Krasner       |
| 2000 (73:e)          | Judi Dench                    | Chocolat             | Armande Voizin    |
| 2000 (73:e)          | Kate Hudson                   | Almost Famous        | Penny Lane        |
| 2000 (73:e)          | Frances McDormand             | Almost Famous        | Elaine Miller     |
| 2000 (73:e)          | Julie Walters                 | Billy Elliot         | Georgia Wilkinson |
| 2001 (74:e)          |                               |                      |                   |
| Jennifer Connelly    | A Beautiful Mind              | Alicia Nash          |                   |
| Helen Mirren         | Gosford Park                  | Jane Wilson          |                   |
| Maggie Smith         | Gosford Park                  | Constance Trentham   |                   |
| Marisa Tomei         | In the Bedroom                | Natalie Strout       |                   |
| Kate Winslet         | Iris                          | Iris Murdoch         |                   |
| 2002 (75:e)          |                               |                      |                   |
| Catherine Zeta-Jones | Chicago                       | Velma Kelly          |                   |
| Kathy Bates          | About Schmidt                 | Roberta Hertzel      |                   |
| Julianne Moore       | Timmarna                      | Laura McGrath Brown  |                   |
| Queen Latifah        | Chicago                       | Matron Mama Morton   |                   |
| Meryl Streep         | Adaptation.                   | Susan Orlean         |                   |
| 2003 (76:e)          |                               |                      |                   |
| Renée Zellweger      | Åter till Cold Mountain       | Ruby Thewes          |                   |
| Shohreh Aghdashloo   | Ett hus av sand och dimma     | Nadereh Behrani      |                   |
| Patricia Clarkson    | Pieces of April               | Joy Burns            |                   |
| Marcia Gay Harden    | Mystic River                  | Celeste Boyle        |                   |
| Holly Hunter         | Tretton                       | Melanie Freeland     |                   |
| 2004 (77:e)          |                               |                      |                   |
| Cate Blanchett       | The Aviator                   | Katharine Hepburn    |                   |
| Laura Linney         | Kinsey                        | Clara McMillen       |                   |
| Virginia Madsen      | Sideways                      | Maya Randall         |                   |
| Sophie Okonedo       | Hotel Rwanda                  | Tatiana Rusesabagina |                   |
| Natalie Portman      | Closer                        | Alice Ayres          |                   |
| 2005 (78:e)          |                               |                      |                   |
| Rachel Weisz         | The Constant Gardener         | Tessa Quayle         |                   |
| Amy Adams            | Junebug                       | Ashley Johnsten      |                   |
| Catherine Keener     | Capote                        | Nelle Harper Lee     |                   |
| Frances McDormand    | North Country                 | Glory Dodge          |                   |
| Michelle Williams    | Brokeback Mountain            | Alma Beers Del Mar   |                   |
| 2006 (79:e)          |                               |                      |                   |
| Jennifer Hudson      | Dreamgirls                    | Effie White          |                   |
| Adriana Barraza      | Babel                         | Amelia               |                   |
| Cate Blanchett       | Notes on a Scandal            | Sheba Hart           |                   |
| Abigail Breslin      | Little Miss Sunshine          | Olive Hoover         |                   |
| Rinko Kikuchi        | Babel                         | Chieko Wataya        |                   |
| 2007 (80:e)          |                               |                      |                   |
| Tilda Swinton        | Michael Clayton               | Karen Crowder        |                   |
| Cate Blanchett       | I'm Not There                 | Jude Quinn           |                   |
| Ruby Dee             | American Gangster             | Mahalee Lucas        |                   |
| Saoirse Ronan        | Försoning                     | Briony Tallis        |                   |
| Amy Ryan             | Gone Baby Gone                | Helene McCready      |                   |
| 2008 (81:a)          |                               |                      |                   |
| Penélope Cruz        | Vicky Cristina Barcelona      | María Elena          |                   |
| Amy Adams            | Tvivel                        | Sister James         |                   |
| Viola Davis          | Tvivel                        | Mrs. Miller          |                   |
| Taraji P. Henson     | Benjamin Buttons otroliga liv | Queenie              |                   |
| Marisa Tomei         | The Wrestler                  | Cassidy/Pam          |                   |
| 2009 (82:a)          |                               |                      |                   |
| Mo'Nique             | Precious                      | Mary Lee Johnston    |                   |
| Penélope Cruz        | Nine                          | Carla Albanese       |                   |
| Vera Farmiga         | Up in the Air                 | Alex Goran           |                   |
| Maggie Gyllenhaal    | Crazy Heart                   | Jean Craddock        |                   |
| Anna Kendrick        | Up in the Air                 | Natalie Keener       |                   |

## 2010-talet
| År          | Skådespelerska       | Film                            | Roll                                       |
| ----------- | -------------------- | ------------------------------- | ------------------------------------------ |
| 2010 (83:e) | Melissa Leo          | The Fighter                     | Alice Eklund-Ward                          |
| 2010 (83:e) | Amy Adams            | The Fighter                     | Charlene Fleming                           |
| 2010 (83:e) | Helena Bonham Carter | The King's Speech               | Drottning Elizabeth                        |
| 2010 (83:e) | Hailee Steinfeld     | True Grit                       | Mattie Ross                                |
| 2010 (83:e) | Jacki Weaver         | Animal Kingdom                  | Janine "Smurf" Cody                        |
| 2011 (84:e) | Octavia Spencer      | Niceville                       | Minny Jackson                              |
| 2011 (84:e) | Bérénice Bejo        | The Artist                      | Peppy Miller                               |
| 2011 (84:e) | Jessica Chastain     | Niceville                       | Celia Foote                                |
| 2011 (84:e) | Melissa McCarthy     | Bridesmaids                     | Megan Price                                |
| 2011 (84:e) | Janet McTeer         | Albert Nobbs                    | Hubert Page                                |
| 2012 (85:e) | Anne Hathaway        | Les Misérables                  | Fantine                                    |
| 2012 (85:e) | Amy Adams            | The Master                      | Peggy Dodd                                 |
| 2012 (85:e) | Sally Field          | Lincoln                         | Mary Todd Lincoln                          |
| 2012 (85:e) | Helen Hunt           | Mitt längtande hjärta           | Cheryl Cohen-Greene                        |
| 2012 (85:e) | Jacki Weaver         | Du gör mig galen!               | Dolores Solitano                           |
| 2013 (86:e) | Lupita Nyong'o       | 12 Years a Slave                | Patsey                                     |
| 2013 (86:e) | Sally Hawkins        | Blue Jasmine                    | Ginger                                     |
| 2013 (86:e) | Jennifer Lawrence    | American Hustle                 | Rosalyn Rosenfeld                          |
| 2013 (86:e) | Julia Roberts        | August: Osage County            | Barbara Weston-Fordham                     |
| 2013 (86:e) | June Squibb          | Nebraska                        | Kate Grant                                 |
| 2014 (87:e) | Patricia Arquette    | Boyhood                         | Olivia Evans                               |
| 2014 (87:e) | Laura Dern           | Wild                            | Barbara "Bobbi" Grey                       |
| 2014 (87:e) | Keira Knightley      | The Imitation Game              | Joan Clarke                                |
| 2014 (87:e) | Emma Stone           | Birdman                         | Sam Thomson                                |
| 2014 (87:e) | Meryl Streep         | Into the Woods                  | Häxan                                      |
| 2015 (88:e) | Alicia Vikander      | The Danish Girl                 | Gerda Wegener                              |
| 2015 (88:e) | Jennifer Jason Leigh | The Hateful Eight               | Daisy Domergue                             |
| 2015 (88:e) | Rooney Mara          | Carol                           | Therese Belivet                            |
| 2015 (88:e) | Rachel McAdams       | Spotlight                       | Sacha Pfeiffer                             |
| 2015 (88:e) | Kate Winslet         | Steve Jobs                      | Joanna Hoffman                             |
| 2016 (89:e) | Viola Davis          | Fences                          | Rose Lee Maxson                            |
| 2016 (89:e) | Naomie Harris        | Moonlight                       | Paula                                      |
| 2016 (89:e) | Nicole Kidman        | Lion                            | Sue Brierley                               |
| 2016 (89:e) | Octavia Spencer      | Dolda tillgångar                | Dorothy Vaughan                            |
| 2016 (89:e) | Michelle Williams    | Manchester by the Sea           | Randi                                      |
| 2017 (90:e) | Allison Janney       | I, Tonya                        | LaVona Golden                              |
| 2017 (90:e) | Mary J. Blige        | Mudbound                        | Florence Jackson                           |
| 2017 (90:e) | Lesley Manville      | Phantom Thread                  | Cyril Woodcock                             |
| 2017 (90:e) | Laurie Metcalf       | Lady Bird                       | Marion McPherson                           |
| 2017 (90:e) | Octavia Spencer      | The Shape of Water              | Zelda Fuller                               |
| 2018 (91:a) | Regina King          | If Beale Street Could Talk      | Sharon Rivers                              |
| 2018 (91:a) | Amy Adams            | Vice                            | Lynne Cheney                               |
| 2018 (91:a) | Marina de Tavira     | Roma                            | Sofía                                      |
| 2018 (91:a) | Emma Stone           | The Favourite                   | Abigail Masham                             |
| 2018 (91:a) | Rachel Weisz         | The Favourite                   | Sarah Churchill, hertiginna av Marlborough |
| 2019 (92:a) | Laura Dern           | Marriage Story                  | Nora Fanshaw                               |
| 2019 (92:a) | Kathy Bates          | Richard Jewell                  | Barbara "Bobi" Jewell                      |
| 2019 (92:a) | Scarlett Johansson   | Jojo Rabbit                     | Rosie Betzler                              |
| 2019 (92:a) | Florence Pugh        | Unga kvinnor                    | Amy March                                  |
| 2019 (92:a) | Margot Robbie        | Bombshell – När tystnaden bryts | Kayla Pospisil                             |

## 2020-talet
| År             | Skådespelerska       | Film                              | Roll                          |
| -------------- | -------------------- | --------------------------------- | ----------------------------- |
| 2020/21 (93:e) | Youn Yuh-jung        | Minari                            | Soon-ja                       |
| 2020/21 (93:e) | Maria Bakalova       | Borat Subsequent Moviefilm        | Tutar Sagdiyev                |
| 2020/21 (93:e) | Glenn Close          | Hillbilly Elegy                   | Bonnie "Mamaw" Vance          |
| 2020/21 (93:e) | Olivia Colman        | The Father                        | Anne                          |
| 2020/21 (93:e) | Amanda Seyfried      | Mank                              | Marion Davies                 |
| 2021 (94:e)    | Ariana DeBose        | West Side Story                   | Anita                         |
| 2021 (94:e)    | Jessie Buckley       | The Lost Daughter                 | Leda Caruso som ung           |
| 2021 (94:e)    | Judi Dench           | Belfast                           | Granny                        |
| 2021 (94:e)    | Kirsten Dunst        | The Power of the Dog              | Rose Gordon                   |
| 2021 (94:e)    | Aunjanue Ellis       | King Richard                      | Oracene "Brandy" Price        |
| 2022 (95:e)    | Jamie Lee Curtis     | Everything Everywhere All at Once | Deirdre Beaubeirdre           |
| 2022 (95:e)    | Angela Bassett       | Black Panther: Wakanda Forever    | Drottning Ramonda             |
| 2022 (95:e)    | Hong Chau            | The Whale                         | Liz                           |
| 2022 (95:e)    | Kerry Condon         | The Banshees of Inisherin         | Siobhán Súilleabháin          |
| 2022 (95:e)    | Stephanie Hsu        | Everything Everywhere All at Once | Joy Wang / Jobu Tupaki        |
| 2023 (96:e)    | Da'Vine Joy Randolph | The Holdovers                     | Mary Lamb                     |
| 2023 (96:e)    | Emily Blunt          | Oppenheimer                       | Katherine "Kitty" Oppenheimer |
| 2023 (96:e)    | Danielle Brooks      | Purpurfärgen                      | Sofia Johnson                 |
| 2023 (96:e)    | America Ferrera      | Barbie                            | Gloria                        |
| 2023 (96:e)    | Jodie Foster         | Nyad                              | Bonnie Stoll                  |
| 2024 (97:e)    | Zoë Saldaña          | Emilia Pérez                      | Rita Mora Castro              |
| 2024 (97:e)    | Monica Barbaro       | A Complete Unknown                | Joan Baez                     |
| 2024 (97:e)    | Ariana Grande        | Wicked                            | Galinda "Glinda" Upland       |
| 2024 (97:e)    | Felicity Jones       | Brutalisten                       | Erzsébet Tóth                 |
| 2024 (97:e)    | Isabella Rossellini  | Konklaven                         | Sister Agnes                  |

## Flera nomineringar för bästa kvinnliga biroll
Sex nomineringar
- Thelma Ritter

Fyra nomineringar
- Amy Adams
- Ethel Barrymore
- Glenn Close
- Lee Grant
- Agnes Moorehead
- Geraldine Page
- Maggie Smith
- Maureen Stapleton

Tre nomineringar
- Cate Blanchett
- Gladys Cooper
- Judi Dench
- Celeste Holm
- Diane Ladd
- Angela Lansbury
- Frances McDormand
- Anne Revere
- Meryl Streep
- Claire Trevor
- Marisa Tomei
- Dianne Wiest
- Shelley Winters
- Kate Winslet
- Octavia Spencer
- Kathy Bates

Två nomineringar
- Jane Alexander
- Joan Allen
- Fay Bainter
- Beulah Bondi
- Alice Brady
- Dyan Cannon
- Penélope Cruz
- Joan Cusack
- Melinda Dillon
- Mildred Dunnock
- Edith Evans
- Marcia Gay Harden
- Ruth Gordon
- Gloria Grahame
- Eileen Heckart
- Wendy Hiller
- Holly Hunter
- Anjelica Huston
- Madeline Kahn
- Catherine Keener
- Shirley Knight
- Elsa Lanchester
- Piper Laurie
- Mercedes McCambridge
- Sylvia Miles
- Helen Mirren
- Julianne Moore
- Maria Ouspenskaya
- Estelle Parsons
- Marjorie Rambeau
- Vanessa Redgrave
- Joyce Redman
- Julia Roberts
- Gale Sondergaard
- Jacki Weaver
- May Whitty
- Kate Winslet
- Teresa Wright
- Emma Stone
- Rachel Weisz
- Michelle Williams
- Viola Davis
- Julia Roberts
- Rachel Weisz
- Laura Dern